# Landgericht Augsburg

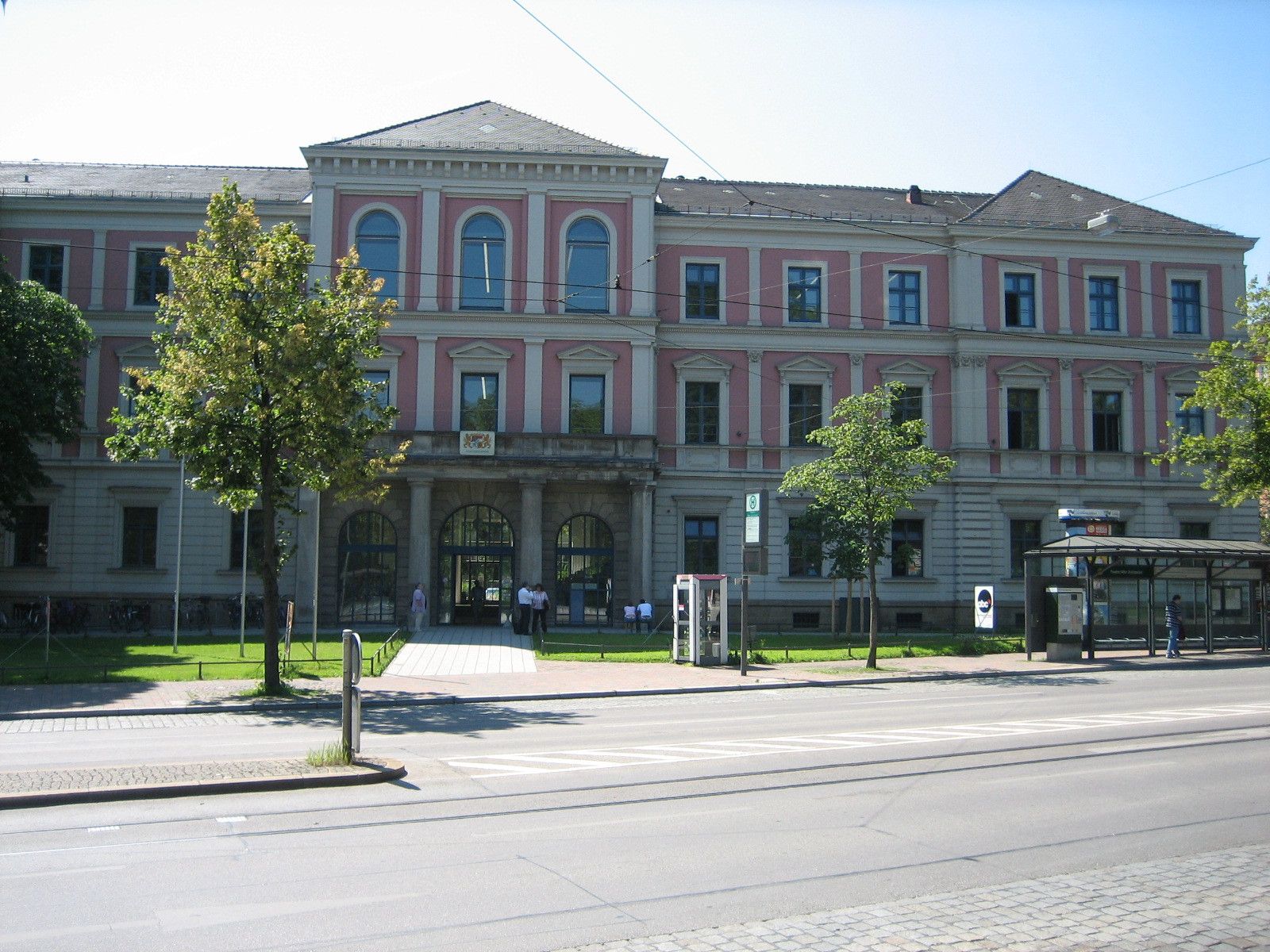
Justizpalast, Am Alten Einlaß 1

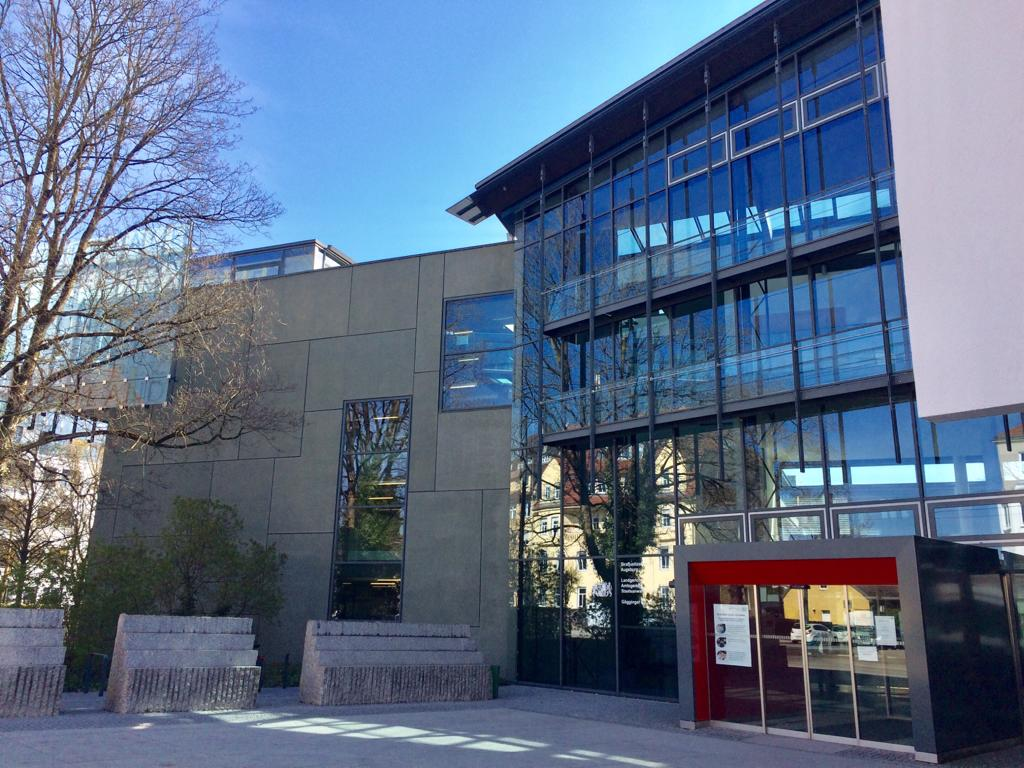
Strafjustizzentrum Augsburg, Gögginger Straße 101

Das Landgericht Augsburg ist ein Gericht der ordentlichen Gerichtsbarkeit. Es ist eines von 22 Landgerichten im Freistaat Bayern. Das Gericht ist im Justizpalast Am Alten Einlaß 1 untergebracht. Die Strafkammern haben ihren Sitz im Strafjustizzentrum in der Gögginger Straße 101.

## Landgerichtsbezirk
Der Bezirk des LG Augsburg erstreckt sich neben der kreisfreien Stadt Augsburg auf folgende Landkreise:
- Aichach-Friedberg
- Augsburg
- Dillingen an der Donau
- Donau-Ries
- Landsberg am Lech

Im Landgerichtsbezirk Augsburg sind 1.552 Rechtsanwälte (Stand: 17. Januar 2019) zugelassen.

## Über- und nachgeordnete Gerichte
Das Landgericht Augsburg ist eines von zehn Landgerichten, denen das Oberlandesgericht München übergeordnet ist; nachgeordnet sind die Amtsgerichte in Aichach, Augsburg, Dillingen an der Donau, Landsberg am Lech und Nördlingen.

## Geschichte
Vorläufer des heutigen Landgerichts Augsburg ist das 1857 gegründete Bezirksgericht Augsburg, das 1879 in ein Landgericht umgewandelt wurde.

### Landesarbeitsgericht Augsburg
Gemäß Arbeitsgerichtsgesetz vom 23. Dezember 1926 wurden in Deutschland Arbeitsgerichte gebildet. Diese waren nur in der ersten Instanz organisatorisch selbstständige Gerichte, die Landesarbeitsgerichte waren den Landgerichten zugeordnet. Am Landgericht Augsburg entstand so 1927 das Landesarbeitsgericht Augsburg als eines von 23 Landesarbeitsgerichten in Bayern. Es war für den Bezirk des Landgerichts Augsburg und des Landgerichts Neuburg an der Donau außer den Amtsgerichten Pfaffenhofen und Geisenfeld zuständig. Sein Sprengel umfasste demnach die Arbeitsgerichte Aichach, Augsburg, Burgau, Dillingen, Donauwörth, Landsberg, Neuburg an der Donau, Nördlingen, Schrobenhausen, Schwabmünchen, Wertingen und Zusmarshausen. Die Landesarbeitsgerichte Eichstätt und Kempten wurde bereits zum 1. Januar 1930 aufgehoben, da die Zahl der Landesarbeitsgerichte auf 7 reduziert wurde. Deren Aufgaben übernahm das Landesarbeitsgericht Augsburg. Von den bestehen Arbeitsgerichten wurde in diesem Zusammenhang die Arbeitsgerichte Aichach, Burgau, Schwabmünchen, Wertingen und Zusmarshausen aufgehoben. Im Gegenzug erweiterte sich die Menge der Arbeitsgerichte des Landesarbeitsgerichte durch folgende Arbeitsgerichte der aufgehobenen Landesgerichte: Eichstätt, Günzburg, Immenstadt, Ingolstadt, Kaufbeuren, Kempten, Krumbach, Lindau, Memmingen, Mindelheim, Neu-Ulm, Pfaffenhofen und Weißenburg.